# Jakobínské kláštery v Paříži

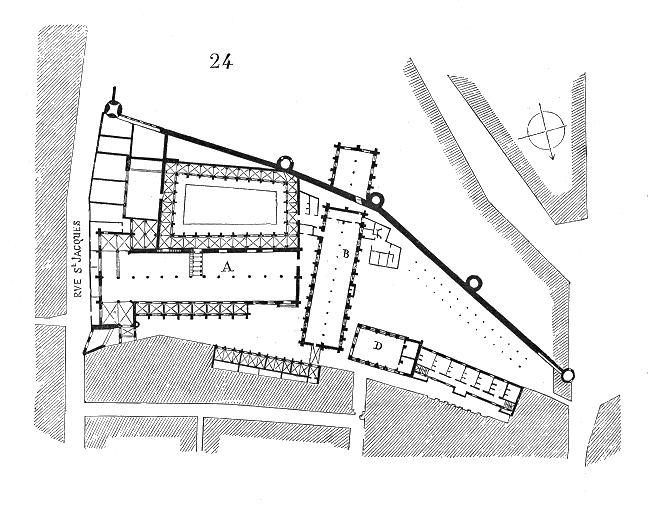
Nákres kláštera v ulici Rue Saint-Jacques (Viollet-le-Duc)

Jakobínské kláštery v Paříži byly dva, oba byly zrušeny za Velké francouzské revoluce a posléze zbořeny. Starší a mnohem významnější jakobínský klášter (francouzsky Couvent des Jacobins) se nacházel v ulici Rue Saint-Jacques a druhý, menší v Rue Saint-Honoré poblíž kostela Saint-Roch. Jako jakobíni se ve Francii původně označovali členové řádu dominikánů. Starší klášter sloužil jako pohřebiště členů královských rodů (např. Karel I. z Valois, Kateřina z Courtenay, Klemencie Uherská, Ludvík z Évreux nebo Robert z Clermontu) a vysokých světských a církevních hodnostářů. Klášter v ulici Rue Saint-Honoré se stal sídlem revolučního politického klubu, jehož členové si podle tohoto kláštera říkali jakobíni.

## Název
Názory, proč se dominikáni ve Francii nazývali jakobíni, se různí. Jako nejpravděpodobnější je vysvětlení, že pochází od dávného špitálu Saint-Jacques a jeho malé kaple zasvěcené sv. Jakubovi, která vznikla v roce 1217 krátce po příchodu řádu do Paříže. Špitál sloužil jako místo odpočinku pro poutníky, kteří procházeli městem po svatojakubské cestě do Santiaga de Compostela a tyto poutě postupně získávaly na důležitosti a věhlasu. V následujícím období jsou dominikáni ve Francii běžně uváděni jako jakobíni.
Teorii, že mniši získali své označení podle ulice Rue Saint-Jacques, odporuje fakt, že až do 12. století se tato ulice nazývala Rue du Petit-Pont, a teprve později byla přejmenována právě kvůli poutní cestě.
Nepodložená je i třetí verze, podle níž je jméno odvozeno od kostela Saint Jacques-du-Haut-Pas, který se nachází nedaleko, tehdy ještě mimo městských hradeb. Tento kostel však patřil rytířskému řádu sv. Jakuba.

## Historie

### Klášter v ulici Saint-Jacques
V roce 1216 papež Honorius III. schválil řád, který posléze v Paříži založil dva kláštery a noviciát. Dominikáni se v Paříži usadili v roce 1217 nejprve na ostrově Cité, ale o rok či dva později přesídlili na levý břeh Seiny, kde převzali správu ve zmiňovaném špitálu Saint-Jacques v ulici Rue Saint-Jacques, který zde vznikl v roce 1209 a poskytovali poutníkům duchovní a lékařskou pomoc.
Díly podpoře krále Ludvíka IX. mohli jakobíni svůj klášter rozšířit o další budovy, takže se areál rozkládal mezi dnešními ulicemi Boulevard Saint-Michel na západě, Rue Cujas na severu, Rue Saint-Jacques na východě a městskými hradbami na jihu. V roce 1220 založili i klášterní hřbitov. U kláštera byla zřízena škola, kde se kněží připravovali na kázání. Školu navštěvovali i významné osobnosti jako Albert Veliký, Tomáš Akvinský a mistr Eckhart. Škola byla zavřena roku 1649.

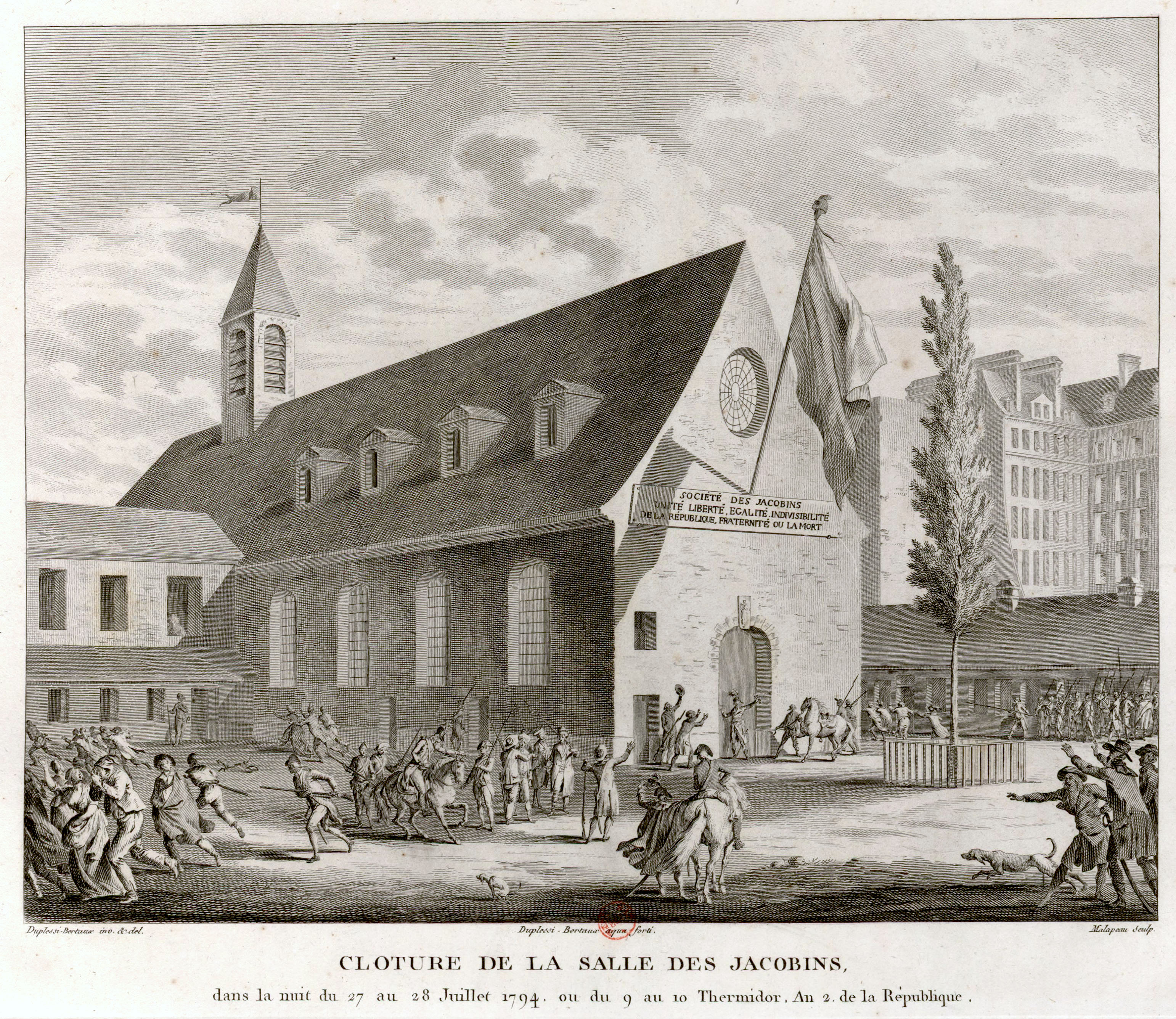
Klášter v ulici Rue Saint-Honoré v době Francouzské revoluce

### Klášter v ulici Sant-Honoré
Řád obdržel v roce 1613 povolení královny matky Marie Medicejské vybudovat v ulici Rue Saint-Honoré na pravém břehu filiální klášter. Během let zde vznikla rozsáhlá knihovna se 30 000 svazky. Za revoluce bylo 60 bratří a 20 noviců vyhnáno a klášter byl v roce 1790 zrušen.
Po přesídlení Ústavodárného shromáždění z Versailles do Paříže se v kapitule kláštera usídlila Společnost přátel ústavy. Zdejší klub se během revoluce stal významnou politickou silou. Jeho členové, kteří se nazývali podle svého sídla jakobíni, se zde setkávali před hlasováním v Národním shromáždění a debatovali předem o návrzích předložených posléze parlamentu. Po pádu jakobínů 9. thermidoru roku II (27. července 1794) a popravě Robespierra bylo sídlo ještě téhož dne uzavřeno.

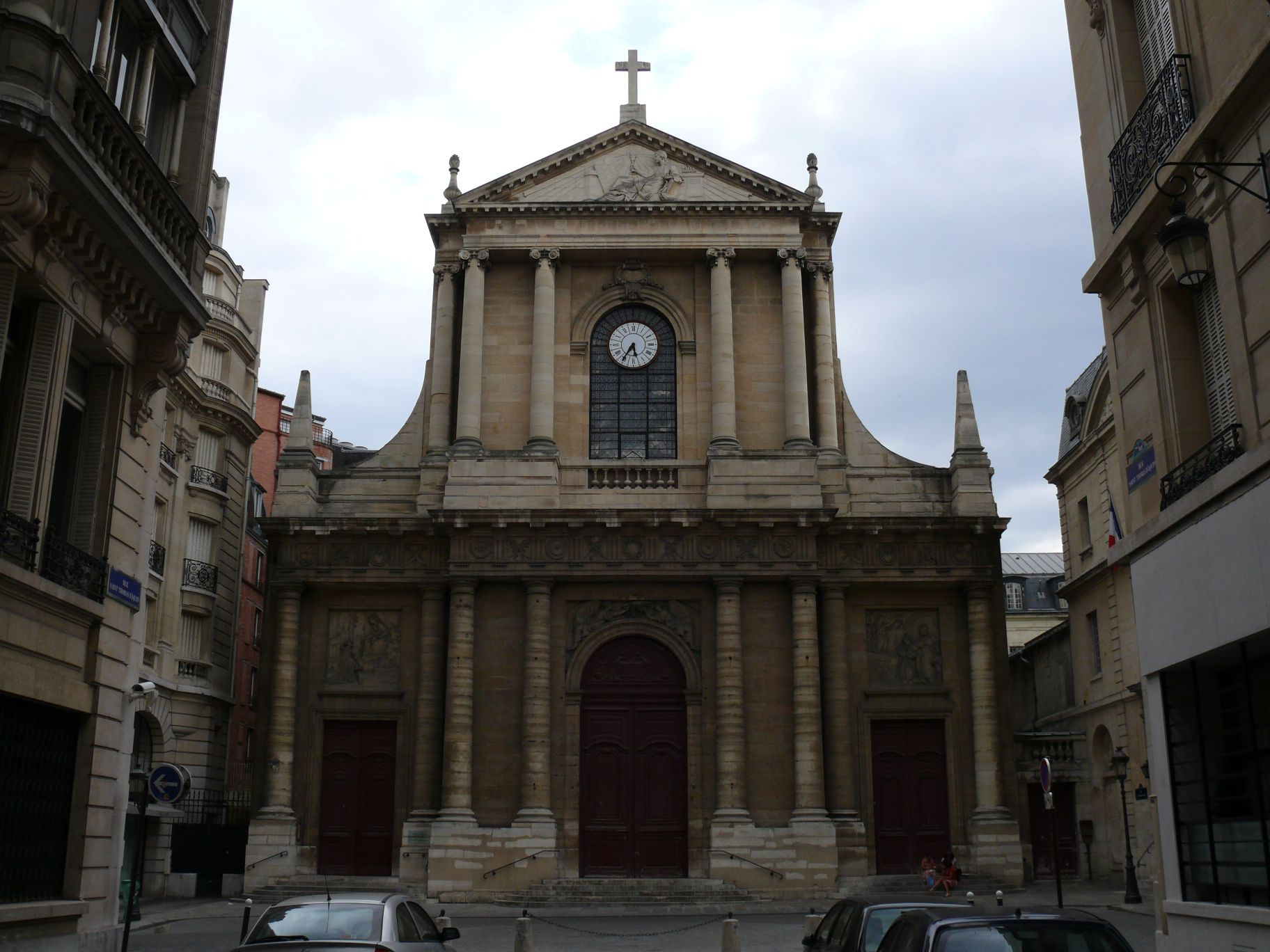
Kostel Saint-Thomas-d'Aquin

### Noviciát
V roce 1631 získali čtyři dominikáni, kteří právě přišli z Říma, v ulici Rue du Bac malý dům, ve kterém byl později zřízen noviciát. Malá kaple byla nahrazena kostelem. Od roku 1682 až do 1765 zde vznikal větší kostel (dnešní kostel Saint-Thomas-d'Aquin). V noviciátu pobývalo 21 mnichů až do jeho uzavření za revoluce v roce 1790. Od roku 1796 sloužil jako sklad zbraní, později jako muzeum zbraní, které bylo obohaceno o kořist z napoleonských tažení. Během červencové revoluce roku 1830 bylo povstalci vyrabováno. Po skončení povstání se zbraně vrátily zpět do muzea a tato sbírka se v roce 1905 stala základem Musée de l'armée v Invalidovně.
Bývalý klášterní kostel dnes slouží jako farní kostel Saint-Thomas-d'Aquin. Křížová chodba, cely a další místnosti noviciátu dnes slouží jako kanceláře vojenských úřadů.

### Zánik
Zbořeny byly oba kláštery. Hlavní byl stržen s výjimkou portálu, který existoval až do roku 1866. Na jeho místě vznikly ulice Rue Soufflot, Rue Toullier a Rue Victor-Cousin.
Po zrušení klubu jakobínů bylo dekretem ze 17. května 1795 rozhodnuto na místě mladšího kláštera postavit tržiště. V roce 1806 byla proražena ulice Rue du Marché-Saint-Honoré a na jejím konci byla roku 1810 zřízena tržnice (dnes náměstí Place du Marché-Saint-Honoré).